# Elaphria melanodonta
Elaphria melanodonta là một loài bướm đêm trong họ Noctuidae.